# Waimanu
Waimanu là một chi chim cánh cụt tiền sử sống ngay sau sự kiện tuyệt chủng kỷ Creta-Paleogen.
Được phát hiện ở Kokoamu Greensand gần sông Waipara, Canterbury, New Zealand, năm 1980, cái tên Waimanu xuất phát từ tiếnv Māori nghĩa là "chim nước". Một loài được biết đến, Waimanu manneringi từ Trung Paleocene khoảng 60 triệu năm trước (mya). [2] Một loài thứ hai, Waimanu tuatahi, đã được chuyển đến Muriwaimanu vào năm 2018.

## Các loài
Hai loài được biết đến:
- Waimanu manneringi từ Trung Paleocen khoảng 60 triệu năm trước (Ma)
- Waimanu tuatahi từ Hậu Paleocen, có lẽ 58 Ma.[1]